# Marcel van Grunsven
Marcellus Franciscus Gerardus Maria (Marcel) van Grunsven (Gennep, 4 december 1896 - Heerlen, 24 juli 1969) was een Nederlands gemeentesecretaris, bestuurder en burgemeester van achtereenvolgens de gemeenten Susteren en Heerlen. Hij was in die laatste twee activiteiten werkzaam tussen 1923 en zijn pensioen in 1961. Hij leidde de gemeente Heerlen door de Grote Depressie van de jaren dertig en de Tweede Wereldoorlog. Bovendien was Van Grunsven burgemeester tijdens de opbloei en de hoogtijdagen van de mijnbouw in Zuid-Limburg.
Van Grunsvens periode bij de gemeente Heerlen werd gekenmerkt door streng financieel beleid, volharding gedurende de jaren van de bezetting en veel - vooral op architectonisch gebied - vernieuwingen en uitbreidingen van de stad en het stadsbeeld. Een groot deel van de bestaande rijksmonumenten binnen de gemeentegrenzen is gebouwd in opdracht van Van Grunsven.

## Biografie
Van Grunsven werd geboren als zoon van Allegonda Johanna Martina Verzett (Gennep, 10 november 1869 - Heerlen, 15 maart 1975) en Marcellus Franciscus van Grunsven (Herpen, 18 augustus 1864 - Gennep, 22 oktober 1919), die van 1903 tot aan zijn dood op 22 oktober 1919 burgemeester was van Ottersum. Deze plaats zou tot 1973 als zelfstandige gemeente blijven bestaan totdat ze werd toegevoegd aan de gemeente Gennep. Van deze laatste gemeente was zijn vader tevens gemeentesecretaris tot hij zijn baan inwisselde voor een vertrek naar Ottersum. De moeder van Van Grunsven werd opvallend oud: zij overleed op 105-jarige leeftijd en was daarmee indertijd de oudste ingezetene van Limburg en de op-zes-na oudste inwoner van Nederland. Zij overleefde ruimschoots haar eigen zoon. Van Grunsven-Verzett werd op 19 maart 1975 begraven te Imstenrade.
Van Grunsven had twee broers (Henri en Jan) en één zus (Jo). Jo (Johanna Francina Allegonda Elisabeth Maria) van Grunsven (Gennep, 27 januari 1895 - Heerlen, 5 mei 1985) was secretaris van de rooms-katholieke Vrouwenbond in Heerlen en bestuurslid van de Nederlandse Federatie voor Filmkringen. Henri (Henricus Adrianus Constantinus Maria van Grunsven) (geboren in Gennep op 29 maart 1904, sterfdatum en -plaats onbekend), zijn broer, was eveneens burgemeester; hij bekleedde dit ambt tussen 1 november 1952 en 1 april 1969 voor de gemeente Weert. En daarvoor was hij ook al burgemeester van Horst geweest. Hij trouwde op 28 oktober 1935 met Christine Schoemaker en zij was daardoor een schoonzus van Marcel van Grunsven. Zijn schoonzoon Emile van Leent was burgemeester van Vaals, Grubbenvorst en Swalmen.

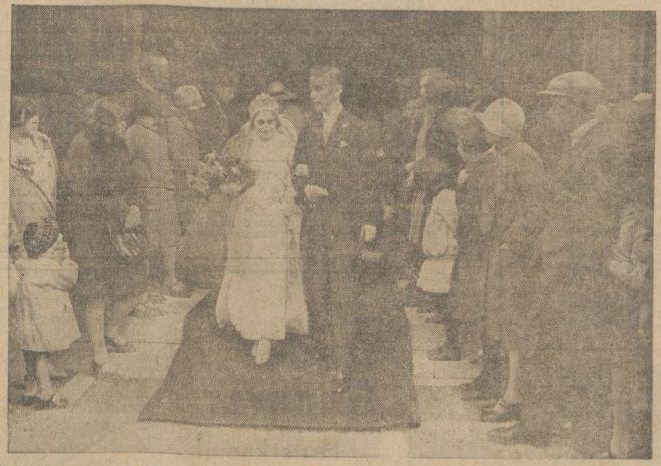
Krantenfoto van de bruiloft van Van Grunsven van 13 mei 1930.

Van Grunsven ging tot en met 1916 naar het Bisschoppelijk College Weert-Cranendonck in Weert om daarna te gaan werken voor het naburige Ottersum in Noord-Limburg. Hij verloofde zich eind december 1929 met Gertruda Margaretha Cornelia (Gertie of Gerty) Janssen-van Grunsven (1908 - Heerlen, 3 januari 1994) om vervolgens op 8 mei 1930 met haar te trouwen. Zij bleven met elkaar getrouwd tot aan zijn dood in 1969. Samen met haar had hij drie dochters en twee zonen.
Van Grunsven werkte na zijn middelbare school van 1917 tot 1919 voor de gemeente Ottersum en leerde tussentijds alles over gemeentefinanciën, iets waar hij later een diploma voor zou krijgen. Hij wilde graag zijn vader volgen als gemeentesecretaris, maar had hier nog niet de vereiste leeftijd voor. Destijds was 23 de minimumleeftijd waarop men aangenomen kon worden als gemeentesecretaris. Pas in 1919, toen hij deze leeftijd wel had bereikt, werd hij gemeentesecretaris in Ottersum. Hij zou dit vier jaar lang blijven, totdat hij in 1923 begon aan zijn loopbaan als burgemeester.

## Susteren
In 1923 werd Van Grunsven wegens zijn financiële achtergrond voorgedragen als burgemeester van de gemeente Susteren. Hij was indertijd slechts 27 jaar oud. Susteren had het in deze tijd op financieel vlak moeilijk en had daardoor behoefte aan een burgemeester die de financiële situatie binnen de gemeentegrenzen weer op orde kon krijgen.
Van Grunsven maakte zijn ambtsperiode van zes jaar in Susteren niet af; hij bleef er amper drie jaar werkzaam. Zijn periode in Susteren werd echter vooral gekenmerkt door vooruitgang. Van Grunsven loste de financiële problemen binnen afzienbare tijd op, er werd een nieuw seinhuis gebouwd in de stijl van de nieuwe zakelijkheid en er werd een nieuwe woonwijk in de stijl van de Amsterdamse School voor spoorwegarbeiders opgeleverd. Deze laatste wijk liet Van Grunsven bouwen naar een ontwerp van de architect Jan Wielders uit Amsterdam.

## Heerlen

### Beginjaren
Na zijn werk in Susteren werd hij drie jaar later gevraagd als burgemeester van Heerlen. Hier zou hij de opvolger moeten worden van Marius Waszink, die na dertien jaar burgemeester te zijn geweest van deze gemeente minister van Onderwijs, Kunsten en Wetenschappen werd in het eerste Kabinet-De Geer. Van Grunsven werd bij Koninklijk Besluit als burgemeester geïnstalleerd op 16 mei 1926. Hij wilde Heerlen veranderen van een groot dorp in een vernieuwde en moderne stad. Hij stuitte echter op veel problemen in het gemeentebestuur. De raadsvergaderingen verliepen chaotisch en er werd volgens Van Grunsven veel onnodig gediscussieerd. Heerlen had in die tijd een schuld van meer dan tien miljoen gulden en zat daardoor - in ieder geval voor die tijd - diep in de schulden.
Van Grunsven had naast de perikelen rondom de gemeentefinanciën nog meer tegenslag te verwerken. Nog aan het begin van zijn burgemeesterschap, op 12 augustus 1928, stortte tijdens een luchtshow een D-572, Dietrich DP IIa neer in het Heerlense stadsdeel Heerlerheide waarbij vier doden en rond de vijfentwintig gewonden waren te betreuren.
Van Grunsven deed binnen de gemeente aan harde bezuinigingen om de schuld weg te werken. Zo stond hij ruim duizend gulden van zijn eigen salaris af om de gemeentekas te spekken en de werklozen onder de inwoners financieel een hart onder de riem te steken; een actie waarmee hij de voorpagina's van landelijke kranten haalde. Een gemiddeld salaris van een burgemeester bedroeg destijds overigens rond de twaalfduizend gulden, waarmee Van Grunsven dus een forse bijdrage leverde. Dit plan zorgde ervoor dat de gemeente binnen enkele jaren van haar schuld af was. Heerlen stond daarnaast vlak voor de crisisjaren waarbij een stevige gemeentekas achteraf gezien goed van pas kwam.

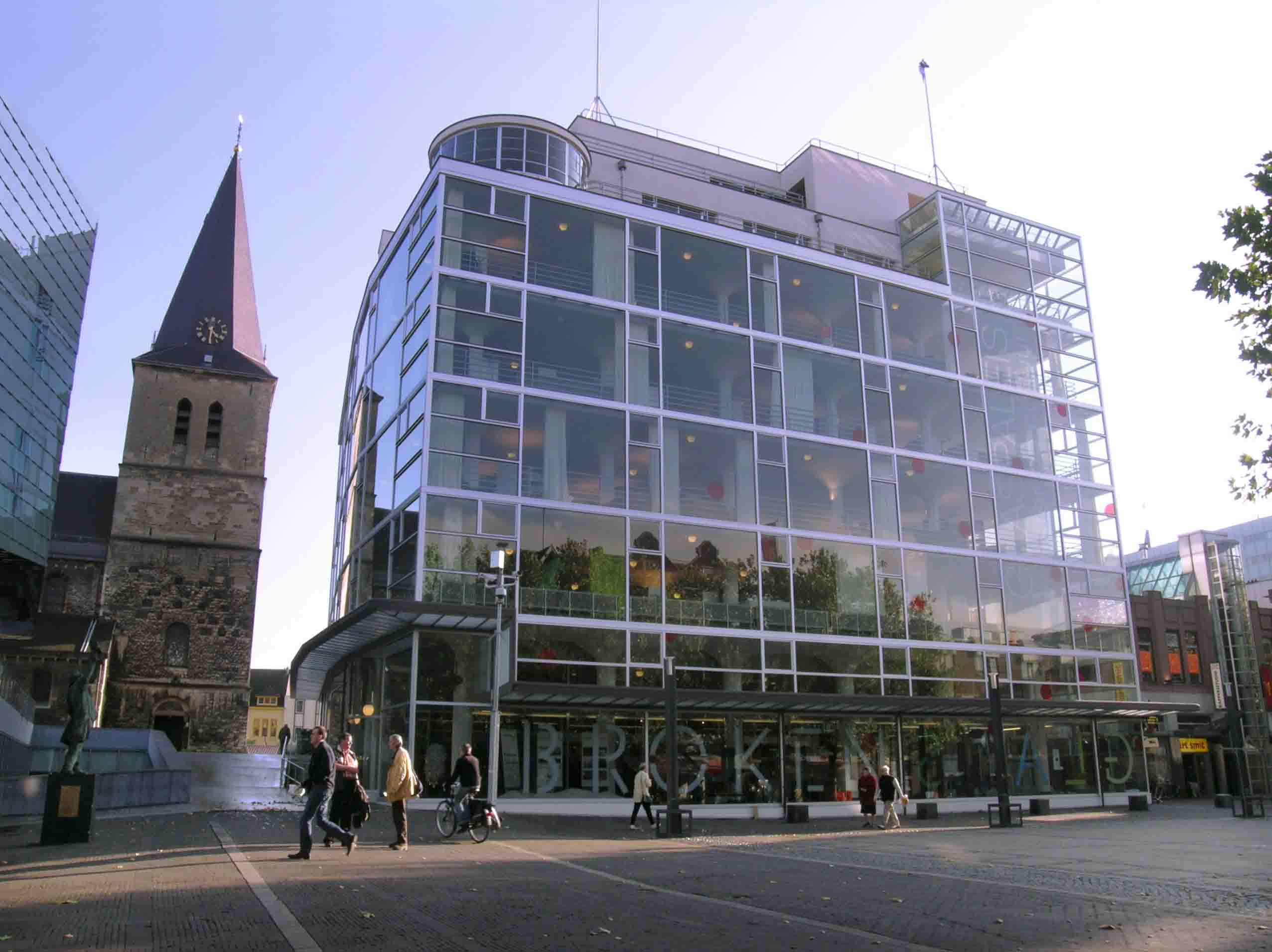
Het Glaspaleis, een van de eerste Heerlense bouwwerken die in opdracht van Van Grunsven werden ontworpen en werden gebouwd.

Onder het bestuur van Van Grunsven werd Heerlen verder uitgebreid. Vooral op het gebied van kunst en cultuur wilde hij iets doen en hij werkte samen met bekende architecten om tevens aan het stadsgezicht te werken. Samen met de Nederlandse architect en stedenbouwkundige Jos Klijnen stelde Van Grunsven een plan op om dit laatste te realiseren. Ook architect Frits Peutz werd erbij gehaald. Hij ontwierp verscheidene gebouwen die vandaag de dag nog typerend zijn voor het Heerlense stadsgezicht. Het Glaspaleis, het Royal Theater en het hedendaagse raadhuis van Heerlen zijn voorbeelden van gebouwen die Peutz in opdracht van Van Grunsven heeft ontworpen en liet bouwen. De stadsschouwburg werd in 1961, tijdens het laatste ambtsjaar van Van Grunsven, opgeleverd naar een ontwerp van diezelfde architect. Veel van de in opdracht van Van Grunsven vervaardigde gebouwen, waaronder het eerdergenoemd drietal, zijn later tot rijksmonument benoemd.
Naast vooruitgang op architectonisch gebied wilde Van Grunsven de inwoners van Heerlen, ondanks de forse bezuinigen die de bevolking onder ogen had gezien, toch kennis laten maken met kunst en cultuur. Daarom gaf hij beeldend kunstenaar Pieter Defesche vlak na de oorlog de opdracht om een groot aantal kunstwerken te vervaardigen en deze tentoon te stellen in het net opgeleverde raadhuis. Zo werden er in de jaren na 1947 ruim tweehonderd tentoonstellingen georganiseerd, waarin zowel nieuwe als oude stijlen werden getoond. De interesse die Van Grunsven had voor cultuur en kunst in het bijzonder leidde tot de bouw van een nieuwe Heerlense stadsschouwburg.

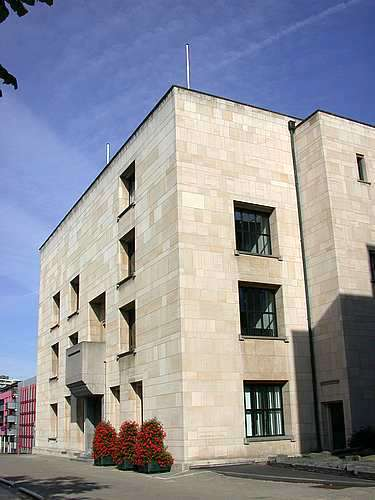
Het raadhuis van Heerlen, een van Frits Peutz' ontwerpen die in opdracht van Van Grunsven werden vervaardigd.

### Tweede Wereldoorlog
Gedurende de Tweede Wereldoorlog stond Van Grunsven, in tegenstelling tot veel andere burgemeesters in Nederland, zijn ambt niet af, maar bleef hij ook tijdens de oorlog aan als burgemeester. Veel andere burgemeesters werden tijdens de oorlog namelijk door de Duitsers ontheven uit hun functie, iets wat Van Grunsven niet zou overkomen. Dit ondanks zijn brutale houding jegens de bezetter en de aaneenschakeling van berispingen. Na de eerste vergadering onder het Duitse bewind riep hij de inwoners van Heerlen op om kalm te blijven en om te bidden voor koningin Wilhelmina en haar familie. Deze opmerking liet hij eveneens optekenen in het Limburgs Dagblad van 13 mei, wat hem zijn eerste officiële waarschuwing van de Duitse machthebber zou opleveren. Nadien zouden nog heel wat berispingen volgen. Publicaties die in de toekomst door Van Grunsven opgesteld waren moesten eerst bekeken en vervolgens gecensureerd worden door de Kapitein-luitenant dr. Ackermann. Tijdens de raadsvergaderingen van 21 mei 1940 stelde Van Grunsven eveneens voor een monument op te richten voor gesneuvelde Heerlenaren. Het uiteindelijke monument staat thans aan de Akerstraat, tegenover de ingang van de Algemene Begraafplaats. Van Grunsven voorkwam in de oorlog bovendien dat een aanhanger van de NSB tot politiecommissaris van Heerlen werd benoemd.
Aan het einde van de oorlog wilde Van Grunsven snel beginnen met de wederopbouw van de stad en het dagelijkse bestaan voortzetten, maar de opstart van het normale leven kwam net als in de rest van het land moeizaam op gang. Op 22 maart 1945 ontving Van Grunsven de Nederlandse koningin Wilhelmina tijdens het bezoek aan Heerlen. Dit bezoek maakte deel uit van haar "bevrijdingstour" die zij op dat moment maakte door Zuid-Nederland.
In 2013 ontstond er discussie over de rol van Van Grunsven tijdens de oorlog. De journalist Joep Dohmen had in het boek De geur van kolen (2013) namelijk geschreven dat Van Grunsven tijdens de oorlog de Duitsers onnodig veel met hand-en-spandiensten had ondersteund. Na de oorlog zou hij aan een schorsing zijn ontkomen door zijn politieke connecties. Dit oordeel zorgde voor veel onrust en leidde tot een flinke discussie. Zo verweten de historici Fred Cammaert en Marcel Put Dohmen dat hij "selectief in de bronnen had geshopt". Bovendien zou hij te veel waarde toekennen aan getuigenissen van vijanden van Van Grunsven. In reactie op de beweringen van Dohmen publiceerde de historici het boek Eindelijk 'n echte burgemeester (2014) waarin zij de beschuldigingen van Dohmen probeerden te ontkrachten.

### Jubilea
Van Grunsven stond eind 1938 voor zijn eerste jubileum. Hij was op dat moment 12,5 jaar burgemeester van Heerlen, iets wat voor locoburgemeester H.J. Schultgens, het oudste raadslid en gemeenteambtenaren op dat moment aanleiding was voor een uitgebreide viering binnen de gemeente. Van Grunsven verzocht echter om hier in zijn geheel van af te zien en was tijdens zijn te vieren mijlpaal zelfs niet in de stad aanwezig.
In het begin van mei 1951 werd zijn zilveren jubileum van vijfentwintig jaar burgemeesterschap wel uitgebreid gevierd met diverse festiviteiten. Op het stadhuis werd hem een staatsieportret van de hand van Charles Eyck aangeboden en hij ontving een zilveren ambtsketen. Deze keten was vervaardigd door de gebroeders Brom uit een Utrechts atelier. Daarnaast bezocht Van Grunsven de operavoorstelling La Traviata van de Nederlandse Opera onder leiding van Paul Pella. Dit optreden werd verzorgd in het oude theater van Heerlen.

### Mijnbouw
Door zijn lange periode waarin hij als burgemeester fungeerde, maakte Van Grunsven het grootste deel van de piek in de steenkoolwinning door middel van de Nederlandse Staatsmijnen in Zuid-Limburg mee. De sluiting van de meeste mijnen hoorde daar ook bij; de sluiting van de laatste mijn in 1974 maakte hij echter niet meer mee daar hij reeds in 1969 overleed. Nadien zakte de gemeente Heerlen af. In de jaren tachtig vierden de drugsoverlast en de overige criminaliteit hun hoogtijdagen binnen de gemeentegrenzen. Heerlen was niet meer de welvarende stad die ze tijdens de steenkoolwinning was geweest.

## Laatste jaren

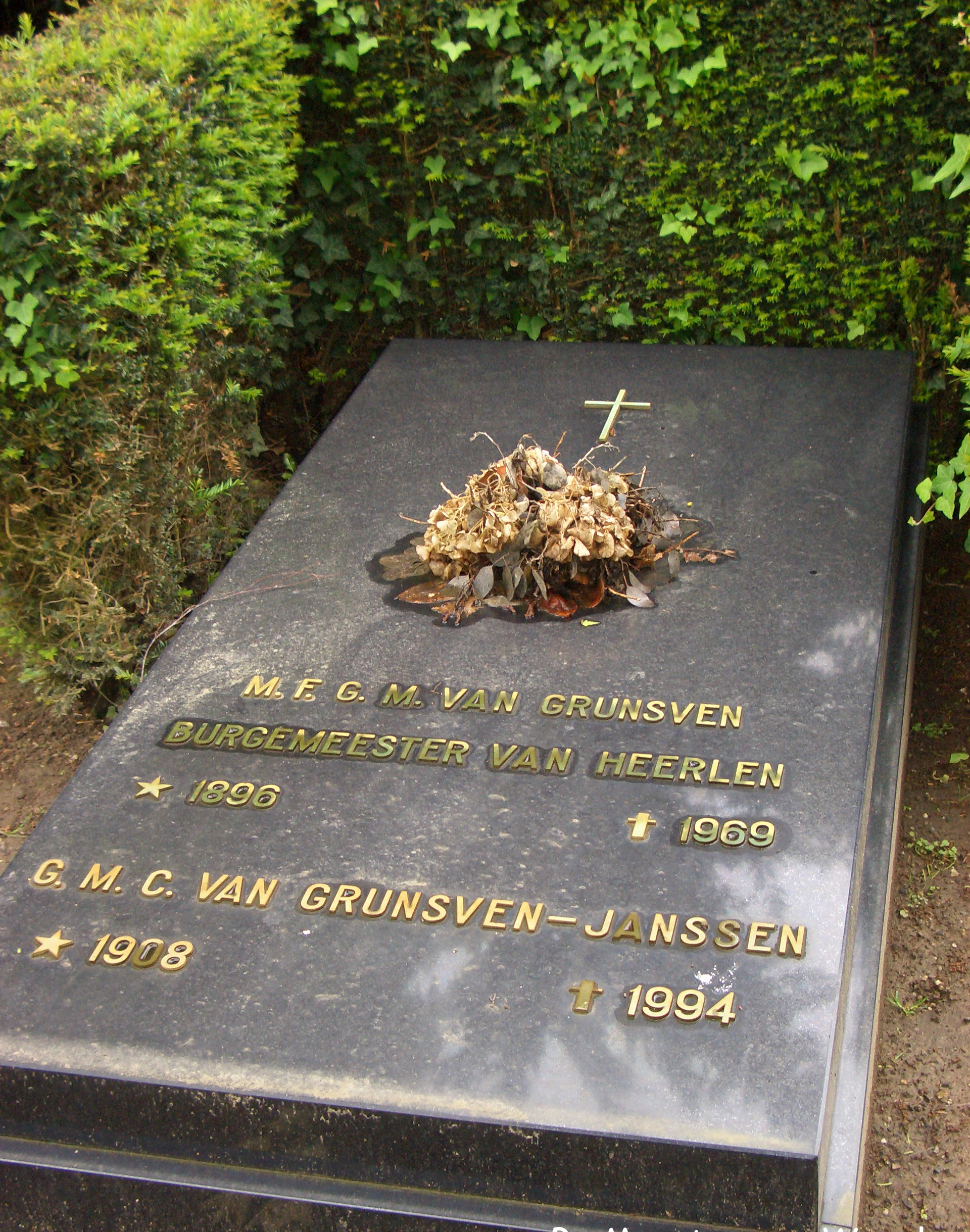
Het graf van Van Grunsven en zijn vrouw op de Algemene Begraafplaats aan de Akerstraat in Heerlen (2006).

Op 31 december 1961 kwam er een einde aan het bewind van Van Grunsven, waarin hij zes volledige ambtsperioden volmaakte. Hij ging op 65-jarige leeftijd met pensioen, nadat hij ruim 35 jaar actief was geweest als burgemeester van Heerlen. Van Grunsven werd opgevolgd als burgemeester door Charles van Rooy, die aftrad als minister van Sociale Zaken en Volksgezondheid nadat zijn voorstellen over de kinderbijslag kritisch waren ontvangen en zijn positie niet langer houdbaar was geworden. Mede omdat Van Grunsven de gemeente door de crisis- en oorlogsjaren had geleid kreeg hij een auto van de stad cadeau en werd hij benoemd tot een van de eerste ereburgers van Heerlen. Daarnaast werd het plein tegenover de net opgeleverde stadsschouwburg, die in 1961 dankzij Van Grunsven tot stand was gekomen, hernoemd naar het Burgemeester van Grunsvenplein.

### Overlijden en begrafenis
Marcel van Grunsven bleef ook na zijn pensioen altijd in Heerlen wonen en overleed hier uiteindelijk in 1969 op 72-jarige leeftijd in het De Wever-Ziekenhuis in Heerlen, waar hij enkele weken voor zijn dood was opgenomen. De dood van Van Grunsven kwam dan ook niet geheel onverwacht. Hij was overigens lange tijd bestuursvoorzitter van dit ziekenhuis (onder de voormalige naam Sint-Jozefziekenhuis). Opvallend detail is dat Van Grunsven door zijn ten tijde van zijn overlijden bijna 100-jarige moeder ruim zes jaar werd overleefd.
Hij kreeg als voormalig burgemeester een uitgebreide begrafenis met vele belangstellenden. De begrafenis werd voorafgegaan door een lange rouwstoet die zijn kist door Heerlen leidde, gevolgd door familie, vrienden en andere Heerlenaren. Zijn rouwmis werd gehouden in de Sint-Annakerk in de wijk Bekkerveld. De kerk liet hij enkele jaren daarvoor, gedurende de jaren 1952 en 1953, ontwerpen door de architecten Frits Peutz en Hendrik Teeken. Hij werd vervolgens opgebaard op de Algemene Begraafplaats van Heerlen aan de Akerstraat. Hier voerde burgemeester Frans Gijzels het laatste woord. Aldaar werd tevens een gedicht voorgedragen dat Anton van Duinkerken, lange tijd een persoonlijke vriend van Van Grunsven, een jaar eerder op zijn sterfbed had geschreven. De weduwe van Van Grunsven overleed in 1994 op 85-jarige leeftijd en werd in het graf van haar man bijgezet. De grafrechten werden in 2019 door een van de zonen van Van Grunsven overgedragen aan de gemeente Heerlen.

## Nevenactiviteiten

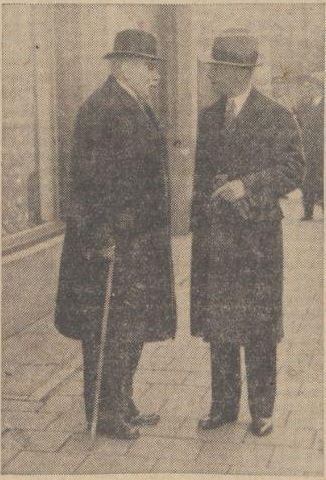
Van Grunsven (rechts) in gesprek met Minister Jacob de Wilde van Binnenlandse Zaken in 1935 te Heerlen.

Van Grunsven was naast burgemeester op veel andere gebieden actief. Zo werd hij op 28 december 1932 aangesteld als lid en voorzitter van de Rooms-katholieke Vereeniging Moederschapszorg die verantwoordelijk was voor de toenmalige Vroedvrouwenschool in Heerlen. Hij werd tijdens de laatste vergadering verkozen na het vertrek van Maria Jozef Claudius Karel de Hesselle, die eerder burgemeester was van Heerlen tussen 1894 en 1913. Dit zou hij blijven tot aan zijn dood in 1969, waarmee hij ruim 37 jaar voorzitter was van de plaatselijke Vroedvrouwenschool. Deze periode overtrof zijn tijd als burgemeester.
Verder was hij commissaris bij de Bank Nederlandse Gemeenten en bestuurslid bij het plaatselijke waterschap Geleen- en Molenbeek. Daarnaast was hij bestuursvoorzitter van het (voormalige) Sint-Jozefziekenhuis, dat later, naar aanleiding van de ontkerstening in de jaren zeventig van de vorige eeuw, een minder christelijke naam kreeg en onder de naam De Wever-Ziekenhuis verder zou gaan. Thans maakt dit ziekenhuis deel uit van het Zuyderland Medisch Centrum.
Hij was ook lid van het bestuur van de N.V. ter bevordering van de industriële belangen der provincie Limburg ofwel ETIL (1950). Deze organisatie verricht vandaag de dag nog altijd economisch onderzoek voor allerhande instanties. Ook deze baan had Van Grunsven verkregen wegens zijn goede kennis van de financiële sector.
Van Grunsven was tot 25 augustus 1954 bestuurslid en voorzitter van de woningstichting Thuis Best. Op deze datum legde hij zijn functie neer vanwege zijn drukke bestaan als burgemeester en werd hij opgevolgd als plaatsvervangend voorzitter door Jozef Mous, oud-directeur van de Nederlandse Staatsmijnen. Van Grunsven was tevens tweeëntwintig jaar lang commissaris bij de maatschap waar ook het Limburgs Dagblad toebehoorde en had hier een groot persoonlijk belang in.
Naast zijn vele langdurige en vaste nevenfuncties, was hij dankzij zijn financiële kennis en achtergrond ook enkele jaren actief als lid van de Staatscommissie-Oud. Deze commissie deed tussen 18 januari 1946 en 8 november 1954 onderzoek naar de financiële zelfstandigheid van de Nederlandse gemeenten en provincies. Oud-burgemeester van Rotterdam en minister van staat Pieter Oud was destijds de voorzitter en de eerste bijeenkomst (onder leiding van de ondervoorzitter Carl Wilhelm de Vries) werd gehouden op 30 januari 1948.

## Onderscheidingen
Van Grunsven ontving in zijn leven verschillende onderscheidingen. Op 1 mei 1950 werd hem in de hal van het stadhuis van Heerlen het Herinneringskruis 1940-1945 van het Nederlandse Rode Kruis uitgereikt door de toenmalige voorzitter van het Rode Kruis in Heerlen J. Camps. Hij werd hierbij geprezen om zijn "spontane hulp in de naoorlogse dagen" en zijn getoonde inzet tijdens de oorlog.
In 1933 werd hij benoemd tot officier in de Orde van Oranje-Nassau en in 1960 werd hij bevorderd tot ridder in de Orde van de Nederlandse Leeuw. Tevens werd hem het ereteken van het Duitse Rode Kruis uitgereikt. Hij was daarnaast officier in de Orde van de Italiaanse Kroon en hij was in het bezit van de erepenning van de gemeente Heerlen.

## Burgemeester van Grunsven-prijs
In 1961 werd, nog voordat Van Grunsven met pensioen ging, de culturele Burgemeester van Grunsven-prijs ingevoerd vanwege zijn grote interesse voor kunst en cultuur. Deze prijs werd tot de gemeentelijke herindelingen in Zuid-Limburg van 1982 één keer in de zes jaar uitgereikt aan letterkundigen en andere cultuurdragers voor hun bijzondere werk. Winnaars van deze prijs waren onder anderen Bertus Aafjes, Ton Lutz en Hugo Brandt Corstius voor hun gehele oeuvre en de dirigent Paul Hupperts.
- International Standard Name Identifier: 0000 0003 9658 695X
- Nederlandse Thesaurus van Auteursnamen: 153293705
- Virtual International Authority File: 291557410